# Dnyána
A dnyána, egyéb átírásokban dnyána (helytelenül), gjána (szanszkrit: ज्ञान) jelentése tudás. 
Az ind filozófiákban használt fogalom az igaz tudás jelölésére. A szó töve ugyanúgy tudást jelent, mint a görög gnózis (γνῶσις). Szanszkritban hasonló fogalom a vidjā.

## Hinduizmus
Indiában a kifejezés eleinte gyakorlati tudást vagy jártasságot jelentett (pl. a harcosok vagy a földművesek készségeit). A fogalmat később kiterjesztették a spirituális tudás teljes körére, és a Brahman vagy Isten (Ísvara) felé vezető út ismeretét is dnyánának nevezték. Szűkebb értelemben az a kognitív esemény, amelynek során létrejöhet a tudás.
A fogalom ellentéte az adzsnyána (adnyána), amely ugyanazt jelenti mint az avidja: tudatlanság. 

## Buddhizmus
A buddhisták szerint a gondolkodás és az észlelés nem lehet teljesen megbízható, mivel meghatározzák és eltorzítják az ember szubjektív beállítottságai: rokonszenv, ellenszenv, félelem, a vágy, a rosszakarat és a tévelygés. Ezért az igazi tudás csak az ártalmas szellemi és pszichológiai tényezők kiirtása révén jöhet létre.